# Виски сауэр
«Виски сауэр» (англ. Whiskey sour) — сауэр коктейль на основе виски. Название происходит от спиртного напитка виски, который является основным ингредиентом коктейля, а термин сауэр указывает на кислый сок цитрусовых и подслащающие компоненты. Коктейль «Виски сауэр» представляет собой смешанный напиток, содержащий виски (чаще бурбон), лимонный сок и сахар, кроме того по желанию, может быть добавлено небольшое количество яичного белка. Вариант коктейля с добавлением яичного белка иногда называют «Бостон сауэр» (англ. Boston Sour) и готовят для тех, кто не испытывает религиозных проблем и не страдает аллергической реакцией на куриный белок. Ингредиенты тщательно перемешивают и подают в бокале или выливают на пищевой лёд. В качестве гарнира традиционно выступает половина дольки апельсина или лимона и мараскиновая вишенка. Входит в число официальных коктейлей Международной ассоциации барменов (IBA), категория «Незабываемые» (англ. Unforgettables).

## История
Старейшее историческое упоминание о коктейле «Виски сауэр» — публикация в газете Висконсина Waukesha Plain Dealer (США) в 1870 году.

## Состав

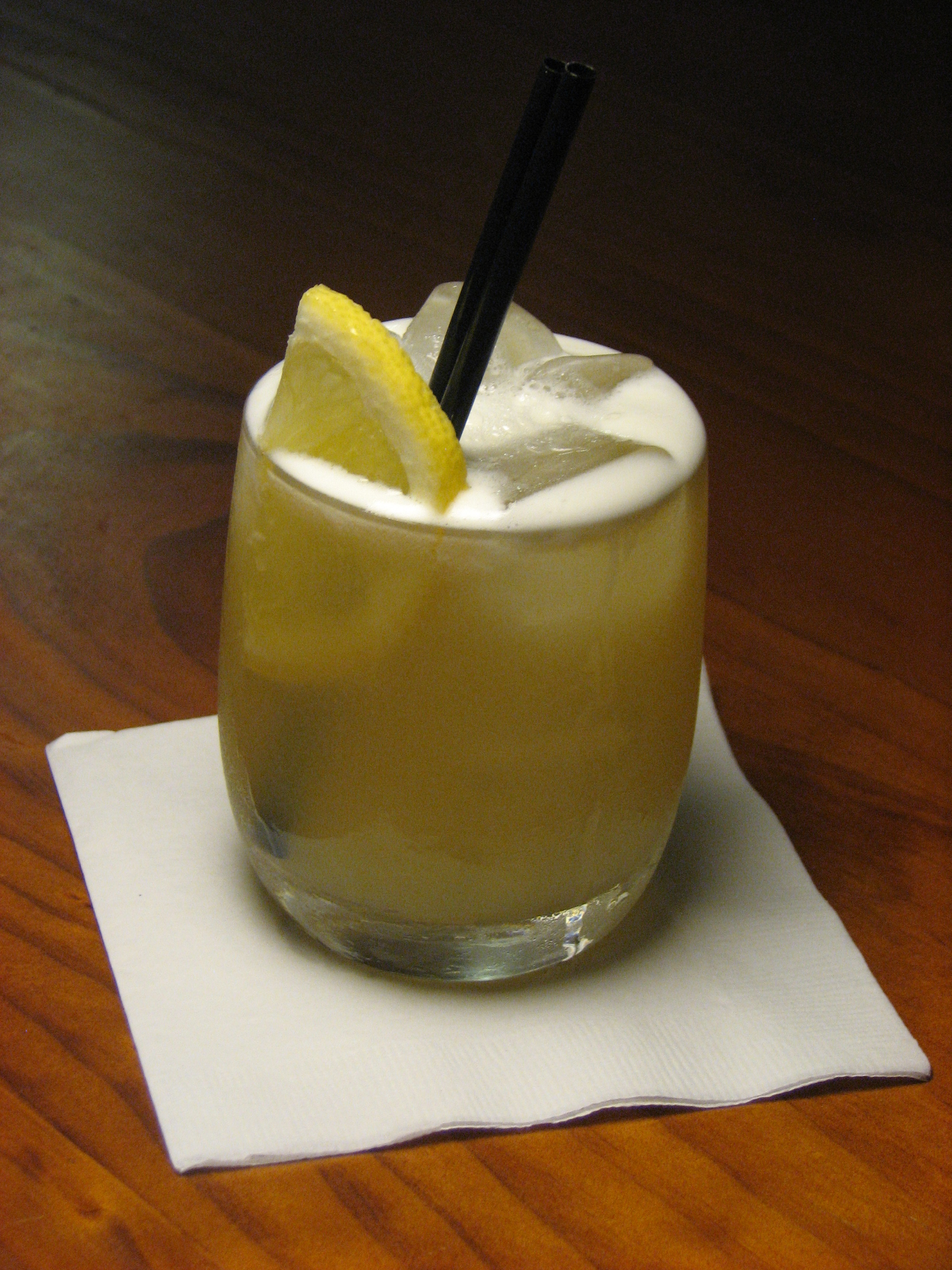
Коктейль «Виски сауэр»

«Виски сауэр» относят в категорию коктейлей-аперитивов. Метод приготовления: шейк & стрейн. Подают в бокале олд фешен, в качестве гарнира традиционно выступают вишня и долька апельсина:
- Бурбон виски — 45 мл (или 3 части)
- Лимонный сок — 30 мл (или 2 части)
- Сахарный сироп — 15 мл (или 1 часть)
- Дэш белка яйца или яичного порошка (по вкусу).

Компоненты добавляют в шейкер со льдом, тщательно перемешивают встряхиванием и выливают в бокал коблер или коктейльную рюмку, который украшают долькой апельсина и коктейльной вишней.